# Тучапська сільська рада (Городоцький район)
Тучапська сільська рада  — колишній орган місцевого самоврядування у Городоцькому районі Львівської області з центром у с. Тучапи.

## Загальні відомості
Історична дата утворення: 27 серпня 1995 року.

## Населені пункти
Сільраді були підпорядковані населені пункти:
- с. Тучапи

## Склад ради
- Сільський голова: Возняк Людмила Миколаївна
- Секретар сільської ради:
- Загальний склад ради: 12 депутатів

### Керівний склад ради
| ПІБ                          | Основні відомості                                                                                   | Дата обрання | Дата звільнення |
| ---------------------------- | --------------------------------------------------------------------------------------------------- | ------------ | --------------- |
| Кутецький Юрій Володимирович | Сільський голова, 1959 року народження, освіта, безпартійний                                        | 26.03.2006   | 31.10.2010      |
| Скірка Мирон Михайлович      | Сільський голова, 1963 року народження, освіта середня спеціальна, член Української Народної Партії | 31.10.2010   |                 |
| Журавель Роман               | |              |                 |
| Возняк Людмила Миколаївна    | | 21.11.2015   |                 |

Примітка: таблиця складена за даними джерела

### Депутати
Результати місцевих виборів 2010 року за даними ЦВК
| № зп                                                | № округу                                            | Прізвище, ім'я, по батькові                         | Дата визнання обраним                               | Відомості про обраного депутата                     |
| Політична партія Всеукраїнське об'єднання «Свобода» | Політична партія Всеукраїнське об'єднання «Свобода» | Політична партія Всеукраїнське об'єднання «Свобода» | Політична партія Всеукраїнське об'єднання «Свобода» | Політична партія Всеукраїнське об'єднання «Свобода» |
| Самовисування                                       | Самовисування                                       | Самовисування                                       | Самовисування                                       | Самовисування                                       |
| --------------------------------------------------- | --------------------------------------------------- | --------------------------------------------------- | --------------------------------------------------- | --------------------------------------------------- |